# Оборонительная схема № 1
Оборонительная схема № 1 (англ. Defence Scheme No. 1) — план превентивной войны против Соединенных Штатов Америки, разработанный канадскими военными в 1921 году. Рассматривается как ответ на Военный план «Красный», хотя на практике был разработан ранее. Из-за политической сложности плана (де-факто делавшего Канаду агрессором) и наличия ряда актуальных просчетов, не был принят канадским правительством и официально отменен в 1929 году.

## История
План был разработан в 1921 году подполковником Джеймсом Шутерландом Брауном, как ответ на усиление американской военной машины. Опыт Первой мировой, когда США отмобилизовали многомиллионную армию, заставил Канаду пересмотреть свои взгляды на возможность американской агрессии.
Уступая США почти десятикратно в человеческом и промышленном потенциале, Канада не могла надеяться выдержать самостоятельную войну с этой страной. Её единственным шансом было получить помощь остальной Британской империи, но ближайшим источником подкреплений была расположенная за Атлантическим океаном Великобритания. Даже в идеальной ситуации, требовалось длительное время, чтобы британские войска прибыли в Канаду.
Браун искал пути для Канады продержаться достаточно долго, чтобы с помощью британских подкреплений остановить американское наступление. Он лично провёл «разведку» в северных регионах США, посещая их в штатском под прикрытием и собирая информацию, необходимую для реализации планов.

## Стратегия
В основу плана было положено предположение, что американцы в первую очередь попытаются овладеть регионом Монреаль-Оттава, затем Торонто и Ванкувером, и что Канада не будет в состоянии обороняться достаточно долго, чтобы дождаться подкреплений из Великобритании. Основной целью плана было выиграть время, необходимое для доставки подкреплений из британской метрополии, путём нанесения превентивного удара по территории США.
Согласно плану Брауна, получив несомненные доказательства готовящейся американской агрессии, канадская армия должна была скрытно отмобилизоваться, и форсировать границу множеством небольших высокомобильных «летучих отрядов» пехоты и кавалерии. Ставка делалась на высокую мобильность и эффект внезапности. Не имея сил для удержания захваченной территории, канадские отряды должны были вести рейдовую войну, уничтожая по мере своего продвижения инфраструктуру на американской территории и отходя при встрече с организованным сопротивлением.
Основными направлениями удара предполагались:
- Вторжение из Западной Канады (Виктория и Ванкувер) в штат Вашингтон, с целью оккупации Сиэтла, Портленда и Спокена.
- Вторжение из канадских прерий в Северную Дакоту (на Фарго) и в Монтану (на Грейт Фоллз). В случае успеха, предполагалось сосредоточенными силами наступать на Миннесоту.
- Стратегическая оборона в районе Великих Озёр, проводя тактические рейды против американских войск.
- Удар из Квебека по Олбани и из Новой Шотландии по Мэну.

Предполагалось, что эти удары парализуют американскую военную инфраструктуру в прифронтовой полосе, и сделают невозможным немедленное наступление на территорию Канады. Кроме того, рассчитывалось, что экономический ущерб от канадского наступления подорвет поддержку милитаристических настроений в американском обществе и настроит население северной части США против войны.

## Критика плана
План вызвал бурные обсуждения в канадской армии. Большинство офицеров характеризовали его как «дон-кихотский» и «авантюрный», но тем не менее, он имел и влиятельных сторонников: так, генерал Джордж Паркер считал план «фантастически отчаянным планом, который как раз мог бы и сработать».
Тем не менее, большинство офицеров сходились в том, что план представляет собой стратегическое самоубийство, и приведет только к тому, что лучшие канадские войска будут израсходованы в бессмысленных рейдах. Американская военная машина, несмотря на любые сложности, возникшие в результате рейда, могла бы развернуть широкомасштабное наступление на территорию Канады, которое сдерживать было бы уже некому. Кроме того, критики указывали на самый главный недостаток плана: полное отсутствие внимания к обороне Новой Шотландии и Галифакса. В случае, если бы американцы захватили стратегические порты Новой Шотландии, британским войскам (на выигрыш времени до прибытия которых был нацелен план) попросту некуда было бы прибывать.
В 1920-х годах британский Королевский Флот решил, что переброска значительных сил в Канаду в случае войны с США будет лишена смысла — удержать Канаду все равно не удастся, и для Великобритании более осмыслено планировать ход войны заранее предположив потерю Канады. В 1929 году, план № 1 был официально отменен.